# Bojowe środki trujące
Bojowe środki trujące (BST, BŚT) – toksyczne związki chemiczne, których właściwości chemiczne i fizyczne umożliwiają militarne zastosowanie. Ich charakterystyczną cechą jest śmiertelne lub szkodliwe działanie na organizmy żywe (ludzi, zwierzęta i rośliny). BST stanowią podstawowy składnik broni chemicznej. Celem ich użycia jest skażenie atmosfery, terenu, obiektów przemysłowych, pojazdów i infrastruktury wojskowej, upraw itd.

Do środków przenoszenia BST należy zaliczyć amunicję chemiczną (bomby lotnicze, pociski artyleryjskie, pociski artylerii rakietowej, głowice rakiet), miny chemiczne, generatory aerozoli oraz wyrzutnie świec i granatów.

## Właściwości
BST są najczęściej cieczami lub ciałami stałymi, rzadziej gazami. W stanie bojowym występują w postaci par i aerozoli. Pary ciekłych BST są zazwyczaj cięższe od powietrza.
Większość BST dobrze rozpuszcza się w tłuszczach (olejach, smarach) oraz w rozpuszczalnikach organicznych (alkoholach, dichloroetanie, benzenie). W wodzie rozpuszczają się tylko niektóre (sarin, cyjanowodór, fluorooctany). Prawie wszystkie BST są związkami organicznymi. Przeważnie są mało reaktywne chemicznie, odporne na hydrolizę. Powoli reagują z odkażalnikami. Właściwości chemiczne BST decydują o ich sposobie stosowania, detekcji, odkażania, a także wpływają na mechanizm ich działania. Substancje te powinny spełniać szereg wymagań taktyczno-technicznych, takich jak wysoka toksyczność, szybkie albo przewlekłe działanie, brak cech organoleptycznych, przenikalność przez różne materiały (tekstylia, guma), odporność na wpływ czynników atmosferycznych i odkażalników, trudna wykrywalność, odporność na detonację, podwyższoną temperaturę i długotrwałe składowanie, odpowiednie parametry fizykochemiczne itp. Nie wszystkie trucizny mogą być więc bojowymi środkami trującymi.

## Działanie
Zatrucie żywego organizmu następuje po wniknięciu BŚT do jego wnętrza tzw. wrotami skażenia (drogami przenikania środku trującego), którymi są układ oddechowy, skóra, błony śluzowe, przewód pokarmowy i otwarte rany. Właściwości toksyczne zależą od budowy cząsteczek (szczególnie od występowania pewnych aktywnych grup funkcyjnych – tzw. toksoforów). W następstwie reakcji BST ze składnikami żywego organizmu dochodzi do zaburzenia niektórych procesów biochemicznych, co objawia się jako obraz zatrucia. Mechanizm działania zależy od rodzaju BŚT i w wielu przypadkach nie jest w pełni wyjaśniony.
Jedną ze szczególnie toksycznych grup bojowych środków trujących są związki fosforoorganiczne. Zostały wykorzystane w takich BST jak tabun, sarin, soman, cyklosarin oraz VX. Ich działanie toksyczne polega na inhibicji czynności katalitycznych szeregu enzymów, a szczególnie acetylocholinoesterazy. Enzym ten odpowiada za powstawanie i przekazywanie impulsów nerwowych w przywspółczulnym układzie nerwowym. Efektem działania BST zawierających substancje fosforoorganiczne u organizmów zwierzęcych jest nadmierne pobudzenie, a następnie porażenie układu nerwowego.

## Klasyfikacja
Objawy zatrucia są uzależnione od rodzaju substancji i stanowią kryterium toksykologicznej klasyfikacji BST.
Wyróżnia się następujące grupy:
- drażniące, np. chloroacetofenon, adamsyt, CS, chloropikryna
- psychotoksyczne, np. BZ, LSD-25, meskalina, sernyl
- parzące (nekrozujące), np. iperyty, luizyty

powodują oparzenia i pęcherze na skórze oraz uszkadzają oczy i płuca; mogą powodować śmierć, ale ich głównym przeznaczeniem wojskowym jest uszkodzenie ciała i wyeliminowanie żołnierza z pola walki; ich trwałość zależna jest od składu chemicznego i czynników środowiskowych; stanowią one zagrożenie powodowane bezpośrednim kontaktem w miejscu skażenia oraz parami na drodze ich przemieszczania;
- duszące, np. fosgen, dwufosogen

powodują duszności, bóle w klatce piersiowej oraz obrzęk i wysięk z płuc; mogą spowodować skurcz oskrzeli i śmierć w wyniku uduszenia; są to środki nietrwałe, nie utrzymując się dłużej niż kilkadziesiąt minut;
- ogólnotrujące, np. cyjanowodór, arsenowodór

ograniczają przyswajanie tlenu z krwi przez komórki organizmu, powodują gwałtowną niewydolność oddechową; w środowisku naturalnym są nietrwałe i mogą oddziaływać toksycznie przez krótki czas tylko w rejonie ich użycia;
- paralityczno-drgawkowe, np. sarin, VX, soman, tabun

oddziaływają na układ nerwowy i zakłócają funkcje organizmu (oddychanie, koordynacja ruchowa); występują w postaci nietrwałej lub trwałej; dawki kumulowane w organizmie potęgują szkodliwy efekt, powstały wskutek kilkukrotnego zatrucia;
- toksyny, np. toksyna botulinowa

Klasyfikacja ta w wielu przypadkach jest niejednoznaczna. Niektóre BST wykazują działanie kompleksowe (np. iperyty i luizyty są substancjami ogólnotrującymi o działaniu parzącym). Z wojskowego punktu widzenia środki trujące klasyfikuje się według właściwości bojowych.
Ze względu na charakter rażenia siły żywej wyróżnia się:
- uśmiercające (letalne) BST, powodujące zatrucie śmiertelne lub wymagające długotrwałego, specjalistycznego leczenia porażonych (sarin, VX, fosgen, cyjanowodór)
- obezwładniające BST – powodują przejściową niezdolność do walki w czasie od kilku godzin do kilku dni (np. psychotoksyczne BST)
- nękające BST – utrudniają przeciwnikowi prowadzenie działań bojowych, zmuszając go do użycia środków ochrony przed skażeniami, jednocześnie nie stwarzając praktycznie niebezpieczeństwa zatruć śmiertelnych (drażniące BST)

Podział ten nie jest precyzyjny, gdyż charakter porażenia jest zależny od wchłoniętej dawki środka trującego (np. iperyty przy wyższych stężeniach mogą spowodować zgon, a niskie stężenia sarinu lub cyjanowodoru jedynie okresowe obezwładnienie siły żywej).
Ze względu na czas wystąpienia objawów porażenia wyróżnia się BST:
- szybko działające – skutek działania jest natychmiastowy lub występuje najpóźniej po kilku minutach (sarin, VX, cyjanowodór, luizyt, drażniące BST)
- wolno działające – objawy występują po okresie utajonego działania (fosgen, iperyty, niektóre psychotoksyczne BST)

Ważną charakterystyką jest też czas działania BST w terenie. W związku z tym wyróżnia się BST:
- nietrwałe (krótko działające) – utrzymują się w terenie od kilku do kilkudziesięciu minut (fosgen, cyjanowodór, sarin w warunkach letnich)
- trwałe (długo działające) – zachowują działanie od kilku godzin do kilku tygodni (soman, VX, iperyty)

Czas toksycznego działania zależy od warunków atmosferycznych.
W armiach państw NATO obowiązuje ponadto podział na następujące grupy:
- etatowe – produkowane wyłącznie w celach militarnych i będące aktualnie na wyposażeniu wojsk (VX, sarin, iperyt siarkowy, luizyt, adamsyt, chloroacetofenon, CS, BZ i inne)
- rezerwowe – środki trujące produkowane na skalę masową w celach innych niż wojskowe, np. jako półprodukty w przemyśle chemicznym (fosgen, cyjanowodór, chlorocyjan, związki arsenu).
- warunkowo etatowe – substancje produkowane przez przemysł chemiczny, na ogół mniej toksyczne od BST (insektycydy, arsenowodór, fosforowodór) lub związki toksyczne będące do dyspozycji w niewielkich ilościach ze względu na wysoki koszt produkcji, lub jej niemożność (niektóre toksyny i środki psychotoksyczne, dywersyjne BST)

Rezerwowe i warunkowo-etatowe BST w terminologii wojskowej są określane jako potencjalne BST.